# Party Shaker
Singles de R.I.O.
Night Nurse
(2011) Summer Jam
(2012)
Party Shaker est une chanson du groupe de dance allemand R.I.O., composée en collaboration avec l'auteur-compositeur-interprète américain Nicco sortie le 18 mai 2012 sous format numérique. La chanson est écrite, composée et produite par les DJs Manuel Reuter et Yann Peifer. Le single se classe dans le top 10 dans les pays germanophone en Suisse et en Autriche.

## Liste des pistes
Téléchargement numérique
1. Party Shaker (Video Edit) – 3:26
2. Party Shaker (Extended Mix) – 5:05
3. Party Shaker (Whirlmond Radio Edit) – 3:07
4. Party Shaker (Whirlmond Remix) – 4:50
5. Party Shaker (LaSelva Beach Radio Edit) – 3:06
6. Party Shaker (LaSelva Beach Remix) – 5:32
7. Party Shaker (Music video) – 3:25

## Classement par pays
| Classement (2012)                       | Meilleure position |
| --------------------------------------- | ------------------ |
| Autriche (Ö3 Austria Top 40)            | 10                 |
| Belgique (Flandre Ultratip 100)         | 36                 |
| Belgique (Wallonie Ultratop 50 Singles) | 28                 |
| France (SNEP)                           | 5                  |
| France (Airplay)                        | 1                  |
| France (Club 40)                        | 1                  |
| Allemagne (Media Control AG)            | 10                 |
| Pays-Bas (Nederlandse Top 40)           | 20                 |
| Pays-Bas (Single Top 100)               | 29                 |
| Norvège (VG-lista)                      | 8                  |
| Suisse (Schweizer Hitparade)            | 6                  |

### Certifications
| Pays     | Organisme | Certification | Vente  |
| -------- | --------- | ------------- | ------ |
| Danemark | IFPI      | Or            | 15 000 |

## Historique de sortie
| Pays      | Date        | Format                   | Label          |
| --------- | ----------- | ------------------------ | -------------- |
| Allemagne | 18 mai 2012 | Téléchargement numérique | Kontor Records |